# XOXO (film)
XOXO è un film del 2016, diretto da Christopher Louie e basato sull'omonima storia scritta dallo stesso. Pubblicato in tutto il mondo dall'azienda Netflix, vede come protagonisti Sarah Hyland, Graham Phillips, Brett DelBuono, Hayley Kiyoko, Colin Woodell, Ryan Hansen, Ione Skye e Chris D'Elia.

## Trama
Sei sconosciuti si incrociano durante uno dei più grandi festival di musica elettronica negli Stati Uniti: la XOXO. Tra questi abbiamo Ethan Shaw, DJ diventato famoso con YouTube, che viene ingaggiato all'ultimo minuto per esibirsi, e il suo migliore amico e manager Tariq. Prima della sua performance Ethan incontra Ray e Shannie, carichi per vivere insieme questa magica serata prima della partenza di lei a New York, l'organizzatore del trasporto Neil e l'inguaribile romantica Krystal, arrivata con le tre sue amiche Darla, Nikki e Chelsea.

## Pubblicazione
La pellicola è stata distribuita da Netflix sia negli Stati Uniti che in Italia in contemporanea, cioè a partire dal 26 agosto 2016.

### Accoglienza
XOXO ha ottenuto il 71% di approvazione sul sito di aggregazione di recensioni Rotten Tomatoes, basato su sette opinioni che hanno accomunato un voto medio pari a 5.8/10. Nicki Murray, scrittore per il tabloid statunitense The Village Voice, ha dato una sua considerazione personale dicendo che «il film può essere prevedibile come una canzone EDM, ma offre anche piaceri a chi vuole abbandonarsi ai suoi ritmi».